# Atherigona matema
Atherigona matema este o specie de muște din genul Atherigona, familia Muscidae, descrisă de Mary Katherine Curran în anul 1936. Conform Catalogue of Life specia Atherigona matema nu are subspecii cunoscute.